# Consell rural de Tunísia
Consell rural de Tunísia és cadascuna de les viles de Tunísia en zona urbana que no té consideració de comuna (municipalitat). No s'han de confondre amb el consell local de Tunísia, que és un organisme temporal o permanent establert per resoldre qüestions de desenvolupament que afecten a diversos nivells administratius fins a la delegació, i que estan constituïts per representants de la delegació, de les municipalitats, dels consells rurals i dels sectors (imades) i tracta les qüestions de desenvolupament econòmic, social i cultural que afecten a tota o part de la delegació.